# Leaving Rivendell
Albums de Tolkien Ensemble
At Dawn in Rivendell
(2002) Complete Songs & Poems
(2006)
Leaving Rivendell est le quatrième album du groupe de musique danois Tolkien Ensemble. Il rassemble des chansons composées à partir des textes de chansons et poèmes du roman Le Seigneur des anneaux de J. R. R. Tolkien, et forme ainsi la dernière partie de ce qui est devenu une interprétation musicale complète de tous les chants et poèmes du Seigneur des anneaux. Son titre signifie « En quittant Fondcombe ».

## Liste des titres
| No  | Titre                                                               | Auteur | Durée |
| --- | ------------------------------------------------------------------- | ------ | ----- |
| 1.  | Riddle of Strider (II)                                              |        |       |
| 2.  | Verse of the Rings (II)                                             |        |       |
| 3.  | Bregalad's Song                                                     |        |       |
| 4.  | Legolas' Song of the Sea                                            |        |       |
| 5.  | Song of the Elves Beyond the Sea - Galadriel's Song of Eldamar (II) |        |       |
| 6.  | Oliphaunt                                                           |        |       |
| 7.  | Ents' Marching Song                                                 |        |       |
| 8.  | Galadriel's Messages                                                |        |       |
| 9.  | Song of Eärendil                                                    |        |       |
| 10. | Song of Durin                                                       |        |       |
| 11. | Tom Bombadil's Song (III) I Had an Errand There...                  |        |       |
| 12. | Wight's Chant                                                       |        |       |
| 13. | Ho! Tom Bombadil (II)                                               |        |       |
| 14. | Tom Bombadil's Song (IV)                                            |        |       |
| 15. | Théoden's Battle Cry                                                |        |       |
| 16. | At Théoden's Death                                                  |        |       |
| 17. | Snowmane's Epitaph                                                  |        |       |
| 18. | Burial Song of Théodon                                              |        |       |
| 19. | Long List of the Ents, No. 2                                        |        |       |
| 20. | Sam's Invocation of Elven Hymn to Elbereth Gilthoniel               |        |       |
| 21. | Call to Arms of the Rohirrim                                        |        |       |
| 22. | Eagle's Song                                                        |        |       |